# 도원향 에일리언
「도원향 에일리언」(桃源郷エイリアン)은 일본의 록 밴드, serial TV drama의 음악으로, 메이저 3번째(통산 6번째) 싱글이다. 2011년 6월 15일에 발매됐다(발매원은 Sony Records).

## 수록곡
- 전작곡: 아라이 히로키 편곡: serial TV drama

1. 도원향 에일리언 [5:07]
  - 작사: 이나마스 고오
  - TV 도쿄 계열 애니메이션 "은혼'"의 초대[주 1] 오프닝 테마[주 2]. 덧붙여서, 기타 담당의 아라이(新井)는 "은혼"의 팬이며[2], 멤버 내에서 가장 은혼을 좋아하는 사람이기도 하다[3].
  - 음악으로써는, "은혼"의 세계관에서 "일본풍"을 의식하여[2], 타이틀은 보컬 담당의 토키사키의 제안이며, 게임 "헤이안쿄 에일리언"을 모티브로 했다[2].
2. LEMON [5:28]
  - 작사: 토키사키 사토시
3. 도원향 에일리언(애니메이션 사이즈 ver.) [1:35]
4. 도원향 에일리언 -Instrumental-